# St.-Theresia-Kirche (Damaskus)
Die St.-Theresia-Kirche (arabisch كنيسة القديسة تريزيا oder auch كنيسة القديسة تيريزا) ist die Kirche der chaldäisch-katholischen Kirche in der Altstadt der syrischen Hauptstadt Damaskus.

## Allgemeines
Die Theresiakirche steht an einer Sackgasse, der „Stahlgasse“ (حارة بولاد, DMG Ḥārat Būlād), im christlichen Stadtviertel im Nordosten der Altstadt etwa 30 m westlich der Bāb-Tūmā-Straße unweit vom Stadttor Bāb Tūmā. Die „Stahlgasse“ führt von der Bāb-Tūmā-Straße südlich vom Franziskanerkloster in westliche Richtung. Das eher bescheidene Kirchengebäude fügt sich relativ unauffällig zwischen die angrenzenden Wohngebäude ein. Die Kirche feiert jedes Jahr am 1. Oktober das Fest ihrer Schutzpatronin Theresa.

## Architektur und Ausstattung
Die Kirche hat eine große, flache Fassade, in deren Mitte sich unter einem Bogen die Eingangstür aus Holz und daneben zwei Fenster befinden, ebenfalls unter spitzen, länglichen gotischen Bögen. Über dem Bogen befindet sich ein großes, gerahmtes Mosaikfenster mit Buntglas und einem Kreuz in der Mitte. Neben dem Fenster befindet sich auf der Vorderseite eine Marmortafel mit Inschriften arabischer und chaldäischer historischer Persönlichkeiten.
In der Kirche befinden sich ein Schrein für die heilige Theresia sowie Marmortafeln, die an die Spender für die Errichtung und die Renovierung der Kirche erinnern. Über der Kirchentür befindet sich eine Tafel mit der Aufschrift: „Diese Kirche der Hl. Theresa von den Chaldäern wurde im Jahr 1941 von dem großen Philanthropen Būlos Hadschār (بولس حجار) und anderen Wohltätern erbaut, möge Gott sie glücklich machen“ (لقد تعمرت كنيسة القديسة تيريزيا للكلدان هذه في سنة ١٩٤١ بهمة المحسن الكبير بولس حجار والمحسنين جعلهم الله سعداء).

## Geschichte
Die Kirche wurde 1941 mit Spendengeldern unter anderem des Philanthropen Būlos Hadschār gebaut und 1968 sowie 1979 renoviert. Die chaldäisch-katholische Kirche war in Damaskus lange Zeit kaum präsent und bestand vorwiegend aus Menschen mit irakischem Hintergrund. 2005 kamen zahlreiche Flüchtlinge aus Irak nach Syrien, das seine Grenzen für Verfolgte im östlichen Nachbarland öffnete. Nach Angaben der syrischen Regierung und des UNHCR gab es in jenem Jahr etwa 700.000 irakische Flüchtlinge in Syrien, darunter auch viele Christen. Pfarrer der Sankt-Theresia-Kirche war 2005 der in Irak geborene Sarmad Yousef, der zu diesem Zeitpunkt 30 Jahre alt war. Gehörten vor der Invasion der USA in Irak 2003 zur chaldäisch-katholischen Gemeinde in Damaskus rund 100 Familien, so waren es im Jahre 2005 etwa 2000 Familien, großenteils aus Irak. 2008 wurde die Zahl christlicher Flüchtlinge in Damaskus mit 20.000 angegeben, wobei eine Mehrheit Chaldäer waren. Beim Gottesdienst Weihnachten 2007 war die kleine chaldäische Theresienkirche von Damaskus mit 1500 mehrheitlich irakischen Gläubigen überfüllt. In Damaskus und Umgebung lebten nach Angaben der Kirche etwa 7000 chaldäische Familien. Ein erheblicher Teil dieser Christen blieb jedoch nicht lange in Syrien, sondern zog weiter in westliche Länder. Nach einem Bericht vom Ostergottesdienst 2018, kurz nach dem Ende des letzten Bombardements des Christenviertels von Damaskus durch islamistische Rebellen im östlichen Ghuta, hatte die Kirche nur noch wenige Besucher.

## Bistum
Die chaldäisch-katholischen Christen von Damaskus wie von ganz Syrien unterstehen der Eparchie Aleppo, die 1957 durch Bulle des Papstes Pius XII. eingerichtet wurde. Der seit 18. Januar 1992 amtierende chaldäische Bischof von Syrien, Antoine Audo, hat seinen Sitz in der Sankt-Joseph-Kathedrale in Aleppo.